# Eddie Lowery

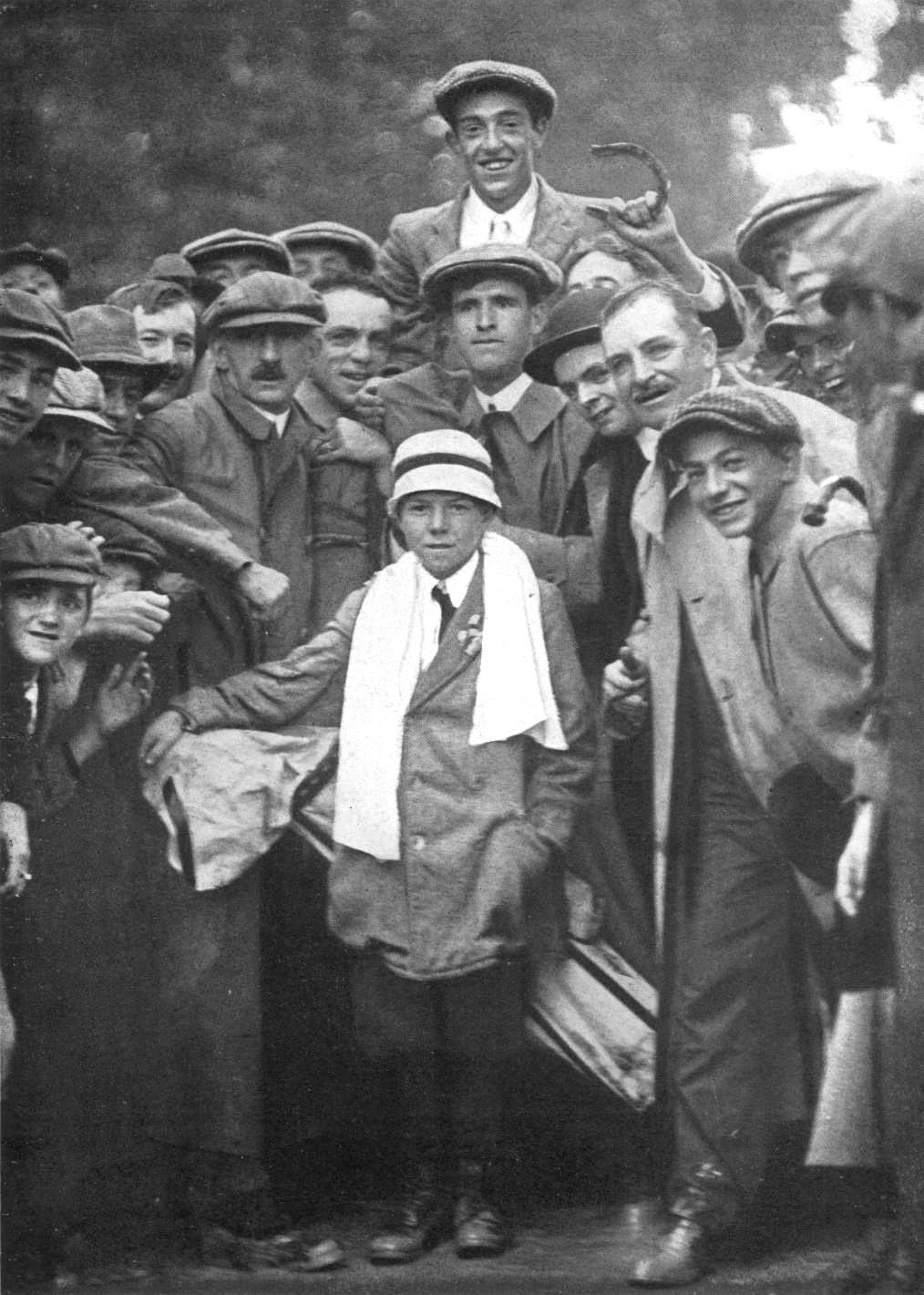
Ouimet bärs som segrare, Eddie Lowery är caddie

Eddie Lowery (1902 - 1984) var en amerikansk golfcaddy, amatörgolfare och affärsman.
Han är mest känd för att han som tioåring gick caddie åt sin vän Francis Ouimet, under US Open 1913, i Brookline, Massachusetts. Francis Ouimet stod till slut som segrare, i vad som kom att kallas "The Greatest Match Ever".
Denna händelse är en av de största golfhändelser som någonsin inträffat.
Eddie och Francis hade en livslång vänskap. När Francis 1967 avled, var Eddie en av kistbärarna.
Lowery växte upp i en familj bestående av fem barn i Newton, Massachusetts. Han flyttade senare till San Francisco, Kalifornien, där han påbörjade sin affärskarriär. Han kom att bli mångmiljonär inom affärsbranschen. Han uppskattade att sponsra unga amatörgolfare, ett par av dem gick vidare till att bli proffs.